# Giuseppe Schiavinato
Giuseppe Schiavinato (ur. 12 grudnia 1915 w Padwie, zm. 25 czerwca 1996 w Mediolanie) – włoski polityk, mineralog i nauczyciel akademicki, w latach 1972–1984 rektor Uniwersytetu w Mediolanie, poseł do Parlamentu Europejskiego II kadencji.

## Życiorys
Pochodził z rodziny z klasy średniej. W 1939 ukończył studia wyższe w instytucie mineralogii Uniwersytetu w Padwie. Jako naukowiec specjalizował się w mineralogii, petrologii i petrogenezie, publikując prace z tego zakresu. Doszedł do stanowiska profesora zwyczajnego, wykładając na Uniwersytecie w Bari (od 1951) i Uniwersytecie w Mediolanie (od 1955). Na ostatniej uczelni od 1972 do 1984 sprawował funkcję rektora (zrezygnował w związku ze startem w eurowyborach). Został też członkiem korespondentem Włoskiej Akademii Nauk i członkiem Accademia dei Lincei.
Zaangażował się w działalność polityczną w ramach Włoskiej Partii Republikańskiej. W 1984 bez powodzenia kandydował do Parlamentu Europejskiego, mandat uzyskał 7 czerwca 1988 w miejsce Sergio Pininfariny. Przystąpił do frakcji liberałów i demokratów, należał do Komisji ds. Energii, Badań Naukowych i Technologii oraz Komisji ds. Młodzieży, Kultury, Edukacji, Informacji i Sportu.
Zmarł po długiej, nieuleczalnej chorobie 25 czerwca 1996 w szpitalu w Mediolanie. Na jego cześć nazwano rzadki minerał Schiavanoite (Nb,Ta)BO4.